# Laughing Hyenas
A Laughing Hyenas amerikai garázsrock/hardcore punk/punk blues/post-hardcore/noise rock zenekar volt 1985-től 1995-ig. A Michigan állambeli Ann Arbor-ban alakultak. John Brannon énekes korábban a Negative Approach tagja volt, míg Larissa Strickland gitáros az L7-ben játszott. Larissa 2006. október 8.-án elhunyt, kábítószer-túladagolásban, a floridai North Port-ban.

## Tagok
- John Brannon – ének (1985–1995)
- Larissa Strickland (Larissa Stolarchuk) – gitár (1985–1995)
- Jim Kimball – dob (1985–1990)
- Kevin Strickland (Kevin Munro) – basszusgitár (1985–1990)
- Todd Swalla – dob (1990–1995)
- Kevin Ries – basszusgitár (1990–1994)
- Ron Sakowski – basszusgitár (1994–1995)

## Diszkográfia
- You Can't Pray a Lie (1989)
- Life of Crime (1990)
- Hard Times (1995)

## Egyéb kiadványok
Kislemezek, EP-k
- Laughing Hyenas (demó EP, 1986)
- Come Down to the Merry Go Round (EP, 1987)
- "Here We Go Again" 7" (1987)
- Crawl (EP, 1992)
- Covers: Stolen Tapes 92 to 94 (EP, 1995)

Válogatáslemezek
- Life of Crime/You Can't Pray a Lie (1990)

Közreműködések válogatáslemezekhez
- "Dedications to the One I Love (Live)" (a "Howl" EP-n, 1990)
- "Public Animal #9" (Alice Cooper feldolgozás, az Alice Cooper Tribute EP-n, 1991)
- "Candy" (a "Mesomorph Enduros" albumon, 1992)
- "Solid Gold Hell" (The Scientists feldolgozás, a Set It on Fire! lemezen, 1993)
- "Shine" on Jabberjaw...Pure Sweet Hell (1996)
- "Just Can't Win" (az American Pie 2 lemezen, 1996)